# Affrontements de 2023 dans le nord de la Syrie
Guerre civile syrienne
Batailles
- 1re Deraa
- 2e Deraa
- Homs
- Banias
- Telkalakh
- 1re Rastane
- Talbiseh
- 1re Jisr al-Choghour
- 1re Jabal al-Zawiya
- 1er Hama
- Lattaquié
- 2e Rastane
- 1er Zabadani
- Douma
- 3e Rastane
- 2e Zabadani
- 1er Qousseir
- 1re Azaz
- 1re Idlib
- Taftanaz
- 4e Rastane
- Nobl et Zahraa
- Tremseh
- 1re Damas
- Ghouta orientale
- Alep
- Al-Tel
- Menagh
- 1er Régiment 46
- 1re Maarat al-Nouman
- Cheikh Souleimane
- 2e Taftanaz
- 2e Hama
- Kuweires
- 1re Al-Chaddadeh
- 1re Yaaroubiyé
- 1re Raqqa
- 2e Qousseir
- 3e Qousseir
- Ras al-Aïn
- Daraya
- Maaloula
- 2e Azaz
- Mahin et Sadad
- 2e Yaaroubiyé
- 1re Tall Hamis
- 2e Raqqa
- 1re Jarablous
- Al-Manajir
- Otaybah
- Yabroud
- Markada
- Kassab
- 1re Khan Cheikhoun
- Rankous
- 1re Boukamal
- Tall al-Jabiyah
- 1re Deir ez-Zor
- 1re Kobané
- Ras al-Maara
- 2e Deir ez-Zor
- Al-Chaer
- Division-17
- Brigade 93
- 1re Tabqa
- Djezaa
- 2e Kobané
- Mabrukah
- 3e Yaaroubiyé
- 2e Jabal al-Zawiya
- Wadi al-Deïf
- 2e Tall Hamis
- Tall Tamer
- 2e Régiment 46
- Bosra
- Cheikh Hilal
- 2e Idlib
- Foua et Kafraya
- Bousra al-Harir
- Qalamoun
- 2e Jisr al-Choghour
- 1re Palmyre
- Al-Amr
- 1re Tall Abyad
- Sourane
- 1re Hassaké
- Brigade 52
- Aïn Issa
- 2e Hassaké
- 3e Zabadani
- Sarrine
- Sahl al-Ghab
- Malkiyé
- Al-Qaryatayn
- 1re Marea
- 1re Abou Douhour
- 3e Hama
- Al-Hol
- 1re Tichrine
- Cheikh Meskin
- 1re Tall Rifaat
- 2e Al-Chaddadeh
- Khanasser
- 2e Tall Abyad
- 2e Palmyre
- Al-Raï
- 2e Maarat al-Nouman
- 1re Tasil
- Qamichli
- 2e Tall Rifaat
- Khan Touman
- 3e Raqqa
- 2e Marea
- 1re Manbij
- 2e Tabqa
- 2e Boukamal
- 3e Hassaké
- Opération Bouclier de l'Euphrate
- 2e Jarablous
- 4e Hama
- 4e Raqqa
- 3e Palmyre
- Al-Bab
- Wadi Barada
- 4e Palmyre
- 1re Poche d'Idlib
- 2e Tasil
- 5e Hama
- al-Hamad
- 3e Tabqa
- Badiya
- al-Tanaf
- Aqareb et Maboujé
- 5e Raqqa
- 2e Poche d'Idlib
- 1re Al-Soukhna
- Ouqayribat
- 3e Deir ez-Zor
- 2e Abou Douhour
- Beït Djine
- Mayadine
- 3e Boukamal
- Afrine
- Khoucham
- 3e Poche d'Idlib
- 4e Boukamal
- 3e Deraa
- 1re Soueïda
- Al-Safa
- 4e Poche d'Idlib
- 2e Khan Cheikhoun
- Opération Source de paix
- Baricha
- Maarat al-Nouman et Saraqeb
- 2e Al-Soukhna
- 4e Deraa
- Al-Sinaa
- 2e Afrine et al-Bab
- Opération Griffe-Épée
- 4e Deir ez-Zor
- Offensive rebelle de 2024 en Syrie
- 2e Alep
- 6e Hama
- 2e Homs
- 5e Palmyre
- 2e Damas
- 2e Manbij
- 2e Tichrine
- Côte syrienne
- Jaramana et Sahnaya
- 2e Soueïda

- Houla
- Al-Koubeir
- Daraya
- al-Bayda et Baniyas
- Barouda
- Ghraneidj et d'al-Keshkeyyi
- Kobané
- Khan Cheikhoun
- Al-Qaryatayn

- Khan al-Assal
- Jobar
- Saraqeb
- Adra et Douma
- Ghouta
- Talmenes
- Sarmin
- Ouqayribat
- Khan Cheikhoun
- Douma

- 1er Damas
- 2e Damas
- 3e Damas
- Jaramana
- 4e Damas
- 5e Damas
- 1er Homs
- 2e Homs
- Hassaké
- Tall Tamer
- 1er Sayyida Zeinab
- 3e Homs
- 2e Sayyida Zeinab
- Tartous et Jablé
- Qamichli
- Azaz
- Soussiane
- 4e Homs
- 6e Damas
- 7e Damas
- Rachidine
- Al-Tojjar
- Manbij
- Afrine
- 8e Damas

- Incidents frontaliers Syrie-Turquie
- Conflit au Liban
- Crise russo-turque de 2015

- Intervention de l'Iran
- Confrontations israélo-syriennes
- Coalition internationale
- Opérations aériennes de la coalition
- Intervention de la Russie
- Opération Inherent Resolve
- Opération Chammal
- Opération Impact
- Bombardement de la base aérienne d'Al-Chaayrate
- Bombardements de Barzé et de Him Shinshar

Le 10 juin 2023 les forces armées turques lancent une vaste opération militaire composé essentiellement de frappes aériennes en représailles aux attentats revendiquée par le PKK à Ankara.

## Affrontements
Le 10 juin, une frappe de drone turque sur une voiture a tué trois combattants des FDS, dont un commandant, et en a blessé deux autres dans la ville d'Ahdas, dans le nord de la province d'Alep.
Le 11 juin, des roquettes lancées depuis le territoire tenu par les gouvernements kurde et syrien ont frappé deux bases turques dans le nord d'Alep (en), sans faire de victimes.
Le 12 juin, un soldat russe a été tué et quatre autres grièvement blessés après que leur véhicule a été touché par l'artillerie turque sur la route reliant Herbel à Maarat Umm Hawsh (en) dans le nord d'Alep. Plus tard dans la journée, deux combattants des FDS ont été tués et cinq civils ont été blessés après une frappe de drone turc dans la ville de Kobané.
Le 13 juin, trois soldats syriens ont été tués par des tirs d'artillerie turcs près de la ville d'Aqiba, tandis qu'un drone turc a détruit un char de l'armée syrienne et blessé trois soldats près de la ville de Bailoniya le même jour,.
Le 14 juin, une frappe de drone turc a tué cinq soldats syriens et en a blessé six autres près de la ville de Tall Rifaat, tandis que deux autres ont été blessés par des tirs d'artillerie,. Le même jour, des frappes de drones turcs près des villages de Dandaniya (en) et d'Al-Sayad ont tué six combattants des FDS et en ont blessé deux autres, tandis qu'une attaque de drone distincte a ciblé une voiture circulant sur la route Qamichli - Al Malikiya, tuant quatre combattants des FDS et en blessant trois autres.

## Réactions
Le ministère turc de la Défense a publié un communiqué indiquant qu'il avait lancé une opération à grande échelle en réponse au bombardement du territoire turc et qu'il avait "neutralisé" 41 terroristes.
L'Union des communautés du Kurdistan (KCK), a annoncé la fin du cessez-le-feu unilatéral qu'elle avait déclaré en raison de l'escalade des attaques de la Turquie.